# Баријум
Баријум (Ba, лат. barium) земноалкални је метал IIA групе са атомским бројем 56. Име је добио по грчком називу за реч тежак. Због своје изузетно велике хемијске реактивности, баријум се никад не јавља у природи у елементарном стању. Његов хидроксид је још у праисторији био познат као барит; ова супстанца се не јавља као минерал, али се може добити загрејавањем баријум-карбоната. Баријум је заступљен у земљиној кори у количини од 500 ppm (енгл. parts per million). Растворљива једињења баријума су отровни због отпуштања растворљивих јона баријума те се због тога они користе као родентицид. Упркос тога се у медицини, као контрастно средство за рендгенско снимање гастро-интестиналног тракта може користити баријум-сулфат, јер се не раствара у желудачној киселини.
Међу најчешћим минералима баријума у природи јављају се барит (баријум сулфат, 4) и витерит (баријум-карбонат, BaCO3), оба нерастворљива у води. Име овог елемента потиче из алхемијских деривата „барита”, чији даље назив долази од грчке речи βαρύς (barys) у значењу „тежак”. Као нови хемијски елемент, баријум је откривен 1774. али све до 1808. није редукован у метални облик, након развитка електролизе.
Баријум се у индустрији користи у само неколико апликација. Историјски, користио се као гетер („сакупљач гасова”) у вакуумским цевима. Он је и једна од компонента YBCO (високотемпературних суперпроводника) и електрокерамике, те се додаје у челик и ливено гвожђе ради смањења величине угљеникових честица унутар микроструктуре метала. Једињења баријума се додају у ватромет за постизање зелене боје. Баријум сулфат се користи као нерастворљиви тешки адитив у течности за бушење нафтних бушотина.

## Историја
Алхемичари у раном средњем веку познавали су неке од минерала баријума. Минерал барит у облику глатких камених облутака нађен код Болоње, Италија, био је познат као „камење из Болоње”. Они су показали огромно занимање за то камење јер након њиховог излагања светлости, наставили су да светле и годинама након тога. Фосфоресцентне особине барита загрејаног са органским материјама описао је 1602. године В. Касциоролус.
Карл Вилхелм Шеле је 1774. спознао да барит садржи неки нови елемент, али није успео да издвоји баријум, него је добио баријум оксид. Јохан Готлиб Ган је такође изоловао баријум-оксид две године раније при сличним проучавањима. Оксидовани баријум је најпре назван „барот” од стране Гитон де Морва, име које је Антоан Лавоазје променио у барита. Такође у 18. веку, енглески минералог Вилијам Вајтеринг запазио је један тешки минерал у рудницима олова у Камберланду, данас познат као витерит. Баријум је први пут издвојио Хамфри Дејви у Енглеској 1808. помоћу електролизе његових растворених соли. Аналогијом са калцијумом, Дејви је елементу дао име „баријум” по барити, где наставак -ијум означава метални елемент. Роберт Бунзен и Огастус Матисон успели су да добију чисти метални баријум електролизом истопљене смесе баријум хлорида и амонијум хлорида.
Производња чистог кисеоника путем Бриновог процеса била је апликација која је употребљавала баријум-пероксид у великом обиму током 1880-их, пре него се кисеоник почео добијати електролизом воде и фракцијском дестилацијом утечњеног ваздуха почетком 20. века. У Бриновом процесу, баријум-оксид при 500-600 ° реагује са кисеоником из ваздуха градећи баријум-пероксид, а који се распада при 700 ° отпуштајући кисеоник:
Године 1908. баријум сулфат је први пут кориштен као радиоконтрастно средство за снимање пробавног система рендгенским зрачењем.

## Особине

### Физичке
Баријум је меки, сребрнасто-бели метал. Када је изразито чист без примеса, има благу златну нијансу.‍:2 Сребрнасто-бела боја металног баријума врло брзо нестаје након што се изложи ваздуху при чему оксидује, добијајући тамно сиви слој оксида. Баријум има осредњу специфичну тежину и релативно добро проводи електричну струју. Добијање баријума високе чистоће је изузетно тешко, те до данас многе особине чистог баријума нису у довољној мери проучене и измерене.‍:2
При стандардним условима температуре и притиска, овај метал се кристализује у просторно-центрираном кубном кристалном систему, где удаљеност између два атома износи 503 пикометра, а при загрејавању се шири брзином од приближно 1,8×10-5/°.‍:2 Овај метал се одликује изузетном мекоћом, његова тврдоћа по Мосу износи 1,25. Топи се при температури од 727 °‍:4–43 што је између лакшег стронцијума (777 °)‍:4–86 и тежег радијума (700 °).‍:4–78 Међутим, његова тачка кључања (1637 °) виша је него код стронцијума (1380 °).‍:4–86 Густина баријумa (3,62 g·cm−3)‍:4–43 је такође између стронцијума (2,63 g·cm−3)‍:4–86 и радијума (~5,5 g·cm−3).‍:4–78

### Хемијске
У хемијском смислу, баријум је сличан магнезију, калцијуму и стронцијуму, а од њих је и још реактивнији. Он се у својим једињењима увек јавља у оксидационом стању +2.‍:2 Његове реакције са халкогеним елементима су изузетно егзотермне (отпушта се велика количина енергије); реакција са кисеоником или ваздухом одвија се на собној температури, па се елементарни баријум складишти у атмосфери неког инертног гаса.‍:2 Реакције са другим неметалима, попут угљеника, азота, фосфора, силицијума и водоника, генерално су егзотермне те се одвијају загрејавањем.‍:2–3 Реакције с водом и алкохолима су такође веома егзотермне те се у њима отпушта гасовити водоник:‍:3
 (где је R алкил или атом водоника)
Поред тога, баријум реагује с амонијаком дајући комплексе као што је .‍:3
Метал врло лако напада већина киселина. Међутим, сумпорна киселина је један од ретких изузетака, јер се због пасивизације зауставља реакција формирајући нерастворљиви баријум сулфат. Баријум се комбинује са неколико метала, укључујући алуминијум, цинк, оловом и калајом, градећи међуметалне фазе и легуре.

### Изотопи
Баријум се на Земљи јавља у природи као смеса седам примордијалних нуклида: баријум-130, баријум-132, те од 134 до 138. Изотоп баријум-130 се распада веома споро на ксенон-130 преко двоструког β+ распада, а за баријум-132 се претпоставља да се распада на сличан начин до ксенона-132. Међутим одговарајућа времена полураспада би код ова два изотопа превазилазила претпостављену старост свемира најмање хиљаду пута. Стога се ти изотопи у практичне сврхе сматрају стабилним. Њихова радиоактивност је тако слаба да не представљају готово никакву опасност по живот живих бића. Њихов удео у природном баријуму износи око 0,1%. Од свих стабилних изотопа на баријум-138 отпада 71,7% природног баријума, а што је лакши изотоп, то је његов удео мањи. Свеукупно, познато је око 50 изотопа овог елемента, чије масе се крећу у распону од 114 до 153. Најстабилнији метастабилни изотоп је баријум-133, чије време полураспада износи приближно 10,51 година, а других пет изотопа имају времена полураспада дужа од једног дана. Баријум такође има 10 мета-стања, од којих је баријум-133m1 најстабилнији са временом полураспада од око 39 сати.